# Psykisk misshandel
Psykisk misshandel eller psykiskt våld är misshandel (upprepade kränkningar eller otillbörlig kontroll) som riktar sig mot en annan persons självkänsla och handlar om att gradvis och över tid beröva en människa en känsla av trygghet, socialt sammanhang, integritet eller andra grundläggande behov. 
Kärnan i psykisk misshandel är ett mönster av utsatthet och den kan förekomma tillsammans med eller utan fysisk misshandel eller materiellt (till exempel att gömma eller slå sönder den utsattes fotoalbum eller värdesaker), sexuellt eller ekonomiskt våld (att gärningspersonen förtrycker sin partner ekonomiskt eller berikar sig själv genom list eller vilseledande handlingar). Andra typer av våld brukar i regel föregås av och vidmakthållas med hjälp av den psykiska misshandeln och denna process har i forskning och myndighetssammanhang fått namnet normaliseringsprocessen. Forskning visar att den psykiska misshandeln är den första våldsyttring som visar sig i en relation och att denna är värst och mest oförutsägbar för offret.
Psykisk, liksom fysisk, misshandel är straffbart, om det har en medicinsk effekt. Det har föreslagits att psykisk misshandel i Sverige ska bli en egen brottsrubricering. Regeringen (2025) föreslår att en lag träder i kraft 2026. I lagförslaget finns inget krav på att man ska behöva bevisa att den som utövar det psykiska våldet hade avsikten att skada, eller att det uppstått en skada, däremot kommer otillbörlig kontroll behöva bevisas i det enskilda fallet. I Storbritannien är psykisk misshandel en egen brottsrubricering sedan 2015.
Psykisk misshandel aktiverar det sympatiska systemet och kan leda till en rad skadliga medicinska effekter och i stort sett varje organ i kroppen påverkas. Exempel på sådana effekter är hög puls och högt blodtryck, magbesvär och högt blodsocker. Långvarig stress och störd sömn är även skadligt för hjärnan och kan bland annat påverka minnet och förmågan att hantera mer stress och kan skapa psykisk ohälsa som personen annars inte skulle haft. Andra mycket svåra konsekvenser såsom hjärtattacker och en ökad risk för diabetes kan uppstå på sikt. Om den utsatte inte berättar vad som försiggår kan det vara svårt för vården att ringa in vad källan till symptomen är och den utsatte kan få livslånga fysiska skador som beror på den psykiska misshandeln.

## Mobbning (kränkande särbehandling)
Huvudartikel: Mobbning
Mobbning är det begrepp som fått störst uppmärksamhet som en form av psykiskt våld. Mobbning skiljer sig från annat psykiskt våld eftersom den som utövar mobbningen inte är en närstående. Vid mobbning ger en eller flera individer sig på en enskild (eller flera andra). Ett annat kännetecken är att det oftast förekommer en maktobalans i relationen (det anses inte vara mobbning när två jämbördiga parter grälar). Kritiken och tillvägagångssätten är ofta banala till sin karaktär men syftet är, precis som vid annat psykiskt våld, att uppnå makt eller kontroll över en person eller situation av någon anledning. Vid rovjaktsmobbning (eng: "predatory bullying") på arbetsplatser kan en hel grupp vändas emot den utsatta med hjälp av olika argument eller manipulationer, eller så kan flera känna till det som pågår utan att ingripa. Ofta är de utsatta de som är måna om att göra rätt (och blir ett hot mot gruppen eller kulturen på arbetsplatsen), vidare arbetar många i kvinnodominerade delar av den offentliga sektorn. Det är vanligt att chefer, fackliga representanter och personer med utländsk bakgrund utsätts. De som mobbar (eller deltar genom sin passivitet) tappar i regel uppfattningen om vad de håller på med. Risken för mobbning på arbetsplatsen ökar vid konflikter, omorganisationer, förändringar i arbetssätt, hög arbetsbelastning eller oklart ledarskap. Omkring 100 suicid/år kan härledas till mobbning på arbetet, liksom ett stort antal sjukskrivningar. Bland barn i skolåldern löper de med funktionsnedsättning större risk att drabbas, liksom de med över- eller undervikt eller svag ekonomi i familjen. Arbetsgivare och skolor har en skyldighet att motverka mobbning enligt Arbetsmiljölagen och Skollagen. I Justitiedepartementets promemoria Straffansvar för psykiskt våld lyfts dock svår mobbning som så allvarlig att den bör kriminaliseras i sig.

## Definition
Till begreppet psykisk misshandel hör en rad kränkande (bland annat psykologisk manipulation, gränsmässiga överträdelser och övervakning), förolämpande (till exempel ryktesspridning) och nedvärderande beteenden (att behandla den utsatte som sämre än andra, förnedra eller förödmjuka). Offret kan, i små steg över tid, framställas som socialt oacceptabel, förödmjukas, förminskas, få sin verklighetsuppfattning förnekad, känna sig överflödig, bestraffas, isoleras och begränsas. Manipulativa beteenden påverkar den utsattes psykiska integritet genom att angripa hens tankegångar, attityder och beteenden genom list, vilseledande och förförande handlingar. Den som manipulerar kan få den utsatte att ta på sig sådant som den som manipulerar själv är eller har gjort (projektion; se Underliggande psykologiska mekanismer) och kan få den utsatte att underkasta sig genom orimlig kritik, anspelningar eller anklagelser i syfte att skada självkänslan. Förövaren använder sig ofta av manipulation, såsom gaslighting för att förvirra och få den som utsätts att tappa fotfästet, stanna kvar i relationen och binda sin verklighetsuppfattning till gärningspersonens. Dubbelbestraffning eller att trötta ut den utsatte med utdragna eller osammanhängande monologer är vanligt; vad den utsatte än tänker, säger eller gör blir det fel och gärningspersonen kan använda detta som argument för att hen har svaren eller är den bättre personen. Gärningspersoner antyder ofta att hen vet bättre eftersom hen kan se saker som den utsatte inte ser eller förstår om sig själv, att hen till skillnad från andra är ärlig, bara vill hjälpa och att den utsatte behöver lite hjälp på traven genom livet. Till sist kan den utsatte tappa bort hela sitt jag.
Försök till fritt tänkande och känslomässiga reaktioner på den psykiska misshandeln kan vändas emot den utsatte som "bevis" för att hen är psykiskt instabil när det i själva verket är normala responser i en onormal situation (på engelska "reactive abuse"; “se, du ändrar ju dig hela tiden, ena sekunden håller du med, den andra inte”, "hon ändrar sig hela tiden och jag vet aldrig hur hon kommer vara, det är jättejobbigt!").
Psykisk misshandel är ett mångfacetterat begrepp som kan många olika uttryck. Vid psykisk misshandel är det vanligt med försök att gradvis isolera personen från den egna familjen, vänner och ibland även arbete så att personen blir ensam och som följd av detta socialt utsatt. Att visa tecken på aggressivitet, exempelvis genom hot om skadegörelse eller genom att slå sönder saker, räknas också som psykisk misshandel om det i detta finns ett outtalat hot (att till exempel skicka en såg till sin exfru behöver inte räknas som olaga hot för att ingå i begreppet psykisk misshandel).  Fler exempel på tillvägagångssätt är förlöjliganden, otillbörlig kontroll såsom förföljelser, stalkning, övervakningskameror eller GPS i hemmet eller barnvagnen, att manipulera en person till att ändra sitt utseende, att utpressa någon till att testa sig för psykiatriska diagnoser eller könssjukdomar, gå bakom ryggen på personen för att sprida förtroenden, ljuga om personen eller presentera en förvriden bild av denne i omgivningen, eller på annat sätt omöjliggöra sociala relationer, skapa otrygghet, ingjuta hjälplöshet och därmed skapa jagsvaghet.  "Latent våld" avser det som skrämmer och hotar i kraft av sin möjlighet, den psykologiska kontroll gärningspersonen har över offret som vet vad hen är kapabel till. Hot eller våld som riktas mot närstående räknas också som psykisk misshandel.
Psykisk misshandel i nära relationer är främst uppmärksammat som en typ av partnervåld men begreppet är inte begränsat till kärleksrelationer; i ett känt rättsfall kring en liten flicka i Eslöv som nästan dog av förgiftning och nedkylning lyfte åklagaren fram att flickan bl.a. osynliggjorts i hemmet och uteslutits från familjefoton utöver den allvarliga fysiska misshandel och försummelse hon utsatts för. Få spår av flickan fanns där det i övrigt var tydligt att flera andra barn bodde. Föräldrarna påstod att det som låg bakom hennes beteenden, berättelser och hälsotillstånd var en hjärnskada som inte fanns.
Barn, äldre, personer med hälsoproblem eller funktionsnedsättning samt HBTQ-personer och utlandsfödda kvinnor lyfts ofta fram som särskilt sårbara för att utsättas. Den psykiska misshandeln kan definieras som en maktobalans som den misshandlande parten utnyttjar eller försöker skaffa sig. För att definieras som misshandel måste det också finnas ett uppsåt att skada eller förtrycka personen. Psykisk misshandel kan orsaka ångest, nedsatt självförtroende, depression och PTSD.
Jämför även hotbrott, olaga förföljelse och ofredande.
Att gärningspersonen skrämmer den utsatte genom att hota med självmord (t.ex. för att få som hen vill, eller för att få den utsatte att stanna) är en skarp varningssignal och riskfaktor som är associerad med allvarligt eller dödligt våld.

## Underliggande psykologiska mekanismer
Inte sällan är anklagelser och påståenden kopplade till projektioner, en slags försvarmekanism och manipulation där gärningspersonen anklagar den utsatte för det hen egentligen själv är eller gör. Sådana beteenden anses sprungna ur att det gärningspersonerna gjort, nyligen eller i sitt förflutna, inte stämmer överens med deras självbild och de kan då söka tillfällen att "rentvå" sig själva. Även små kommentarer kan nå makabra proportioner, i ljuset av helhetsbilden som offret inte får tid eller möjlighet till att bilda. Den utsatte kan exempelvis dubbelbestraffas, “självisk”, som blott bar sina egna kassar först när hen hjälpte till, medan gärningspersonen själv kan ha dolt hur hen behandlat tidigare partners, eller dolt andra stora saker som påverkar den utsatte, t.ex. att hen är efterlyst, åtalad för relationsbrott eller har mångmiljonskulder. Om sådant kommer fram kan gärningspersonen vara mycket skicklig på att på känslosamma sätt framställa sig som offer eller olycksdrabbad och flytta fokus från hur samvetslöst och själviskt det var att dölja det. Chock gör den andra personen mer sårbar för manipulation (se gaslighting). Då sådana tankegångar och påståenden är orimliga, är grunden för en sådan självbild och verklighetsskildring falsk och kortlivad. En gärningsperson som utsätter någon för projektioner kan därför behöva upprepa sådana beteenden till synes i oändlighet för att hålla den idealiserade men falska självbilden vid liv och kombinera detta med en växling mellan snällt och elakt beteende för att kunna fortsätta (annars skulle den utsatte inse vad som egentligen hänt och bryta kontakten; se traumabindning nedan). Gärningspersonen kan också projicera genom att kalla expartners eller personer vid deras sida för till exempel "galna" eller "psykopater". Utan andra i sin närhet saknar gärningspersoner med sådan här problematik verktyg för att hantera sin instabila självbild och det instabila känslolivet knutet till den. Den utsatte kan börja tro på de förvirrande och snillrikt formulerade anklagelserna trots att de är ogrundade (projektiv identifikation) och brytas ned psykiskt. När en person bryts ned psykiskt sänks motståndskraften mot psykisk misshandel och manipulation ytterligare.
Ett vanligt inslag i psykisk misshandel inom nära relationer är fenomenet traumabindning. Ofta börjar relationen med en himlastormande förälskelse som sedan gradvis går över till psykisk misshandel. Den utsatte kan tappa sin inre kompass och förmågan att se det orimliga i gärningspersonens ord och handlingar när det första intrycket blivit så bra. Att det framstår som en anomali kan ge gärningspersonen utrymme att manipulera den utsatte till att tro att det som hänt hen inte var fel. Vid traumabindning formar offret ett känslomässigt band till gärningspersonen när hen ständigt blir utsatt för en växling mellan snällt och elakt beteende (intermittent förstärkning) och vill tillbaka till det som var bra. Det starka känslomässiga bandet och den manipulation som offret utsätts för gör det mycket svårt att lämna partnern trots att den som utsätts mår dåligt i relationen. Offret kan också ha svårt att förstå varför hen mår dåligt, då hen kan ha tagit till sig gärningspersonens narrativ, exempelvis att gärningspersonen har rätt, är en förebild för alla och en underbar person som bara gör saker om det finns en bra anledning. Allt medan offret är lite socialt "efterbliven" eller rent av knäpp, någon ingen vet vad de ska göra av (utan att säga något). Till sist kan den utsatte vara i princip ensam med gärningspersonen (isolering är vanligt då den utsattes nätverk, exempelvis familj och vänner är ett hot mot narrativet).
I ett sådant narrativ kan gärningspersonen vara den utsattes enda riktiga trygghet, då hen är den enda som är "ärlig" och vill lösa "problemen". Inte sällan hamnar den utsatte då i en situation där den som skadar också är den enda som kan lindra de smärtfyllda känslorna. Detta ökar risken för att hen stannar hos gärningspersonen ännu mer. Traumabindning och att partners som blir utsatta för misshandel har svårt att lämna (och att det kan vara farligt) är fenomen som kan vara svårbegripliga för utomstående men det är välkänt inom professioner som polis och andra offentliga stödfunktioner. Risken för dödligt våld mot partern är som störst vid en separation och i sådana relationer har psykisk misshandel alltid funnits med som en grund.
Psykisk misshandel kan emellanåt ha sin grund i ett personlighetssyndrom hos gärningspersonen, exempelvis av narcissistisk eller antisocial typ eller psykopatisk personlighet (de gemensamma nämnarna är en empatistörning och en grandios uppfattning av att vara en slags "undantagsmänniska"). Dessa individer har dock samma ansvar att bete sig och hantera sina känslor på ett adekvat sätt som andra har. De har inte samma bromsmekanismer som andra i form av medkänsla och samvete, men de vet när och hur de bör dölja sina skadliga beteenden. De med sådan här problematik har således en god bild av vad som är rätt och fel och är inte oförmögna att kontrollera sina impulser. Vissa som behandlas för narcissistisk problematik kan visa sig införstådda med att de gör skada, men att de inte känner hur stor skadan blir eftersom de inte har medkänslan eller samvetet som andra har. Dock kan skammen vara stor när de blir påkomna, varpå projektionerna och förnekelsen kan slå till. Att behandla sig själv som bättre än andra, nedvärdera dem, inte be om ursäkt och ta sig rätten att göra det man inte får är vid narcissism strategier för att tillfälligt skydda den extremt sköra självkänslan. Eftersom det är fel så är det ständigt något som ändå skaver och beteendena fortsätter. Denna dubbla destruktivitet, mot både offren för deras beteenden och dem själva, gör att grundproblematiken ständigt förstärks när självbilden blir allt mer oförenlig med verkligheten. Andra med närbesläktad problematik kan ha sadistiska drag. "Narcissistisk misshandel" är en speciell och svår form av psykisk misshandel och även där är traumabindning ett inslag.

## Tidiga tecken
Relationen börjar ofta som en förälskelse som upplevs nästan för bra för att vara sann, tecknen på motsatsen är svåra att se. Gärningspersonen kan argumentera för att den utsatte inbillar sig saker eller har dåligt minne. Den utsatte kan ignoreras emellanåt (eng: silent treatment), kallas överkänslig eller få höra att "alla" skäms över t.ex. hens skratt men att det är bara gärningspersonen som är ärlig nog att berätta det. Gärningspersonen kan antyda, lite i taget, att den utsattes familj och vänner inte är bra för hen, eller att omgivningen egentligen inte vill umgås med hen men låtsas för att inte göra hen ledsen. Den utsattes förmåga att ta hand om sig själv eller sin ekonomi kan också ifrågasättas ("varför köpte du det där?"). Vilka "alla" eller "ingen" är framkommer sällan.
En annan varningssignal är att personen talar illa om en tidigare partner eller partners (ofta i plural) och/eller deras familjer eller menar att de är psykiskt instabila. Om personen har en lång rad av trasiga relationer bakom sig, inklusive vänskaper och arbetsrelationer där personen menar att hen är offret för dumma människor, är otursförföljd eller dylikt så är detta ytterligare en varningsignal, liksom om det finns domstolsdomar kopplade till hen (oavsett utfall).

## Råd till omgivningen
Om närstående, vänner eller andra kommer i kontakt med någon som de misstänker är utsatt är ett råd att berömma just det som förövaren kritiserar eller kan tänkas kritisera den utsatte för. "Du jobbar på så bra", "vad fin du är i håret", "du som har så många vänner, det måste han ju gilla". Den dissonans (inre konflikt) som kan uppstå hos den utsatte, vars partner kanske inte alls säger sig vara glad åt alla hennes vänner eller att hon jobbar så mycket, kan bli en ögonöppnare för den utsatte och en öppning för ett samtal om hur det egentligen ligger till.
Det är viktigt att omgivningen försöker stå emot eventuell manipulation om den som utövar psykisk misshandel framställer sig som oförmögen att hantera sina beteenden på grund av en diagnos (fastställd eller påstådd), liknande omständigheter eller egna trauman, liksom om hen riktar anklagelsen att det är den utsatte som beter sig illa, iscensätter en hämndaktion eller är psykiskt instabil. De som utövar psykisk misshandel eller har en personlighetsproblematik är ofta skickliga på att anklaga andra för vad de själva är och vända saker till sin fördel (för att slippa ansvar eller skämmas).
I ovanliga fall kan en plötslig förändring i denna riktning hos en person som haft stabila personlighetsdrag i många år bero på sjukdomar eller skador som påverkar frontalloberna i hjärnan (exempelvis en stroke i det området eller frontallobsdemens). Om de som känt personen länge kan bekräfta att det rör sig om en plötslig förändring är en medicinsk undersökning lämplig. Beteenden som har sin grund i sådana sjukdomar är inte tecken på uppsåt eller illvilja. Psykisk misshandel kan även vara ett resultat av missbrukssjuksom (alkohol eller droger) där upprätthållandet av missbruket står över allt, inklusive andra människor. Behandlas grundtillståndet kan man även få bukt med den psykiska misshandeln. 

## Conflict Tactics Scale (CTS2)
I juridiska sammanhang har forskning från flera fält tagits in i bedömningen kring vad som räknas som psykisk misshandel.
En anledning till att det ännu inte råder fullständig vetenskaplig konsensus om vad som skall räknas som psykisk misshandel ur ett medicinskt perspektiv är att det är ett så mångfacetterat begrepp (misshandeln kan ta otaliga uttryck) att det inte varit meningsfullt att fånga begreppet i en enkel formel. En av de mest utbredda definitionerna är den som ingår i Conflict Tactics Scale (CTS), en manual som används i sociologiska studier för att kartlägga våld i partnerrelationer. I den reviderade manualen CTS2 kategoriseras åtta typer av psykologiskt aggressiva beteenden: förolämpningar, skrik eller svordomar riktade mot partnern, att storma ut ur rummet, att hota eller kasta något på partnern eller i dennes riktning, att skada partnerns ägodelar, glåpord såsom "ful" eller "tjock", att göra något för att trotsa partnerns vilja eller att anklaga denne för att vara en dålig sängpartner. I den reviderade manualen byttes kategorin "verbal aggression" ut till förmån för "psykologisk aggression" då psykisk misshandel inte behöver involvera ord. CTS2 är begränsad till att huvudsakligen röra parrelationer.

## Historia
År 1953 lade den dåvarande Straffrättskommittén fram ett förslag på brottsbalk där "själslig terror" mot kvinnor framhölls som ett särskilt problem. Förslaget ledde inte till en egen brottsrubricering men har lyfts fram som ett tidigt försök att sätta ord på psykisk misshandel.